# Portugal au Concours Eurovision de la chanson 1972
Le Portugal a participé au Concours Eurovision de la chanson 1972, le 25 mars à Édimbourg. C'est la 8e participation du Portugal au Concours Eurovision de la chanson.
Le pays est représenté par le chanteur Carlos Mendes et la chanson A festa da vida (en), sélectionnés par la Radio-télévision du Portugal (RTP) au moyen du Festival da Canção.

## Sélection

### Festival da Canção 1972
Le radiodiffuseur portugais, la Radio-télévision du Portugal (RTP, Rádio e Televisão de Portugal), organise l'édition 1972 du Festival da Canção pour sélectionner l'artiste et la chanson représentant le Portugal au Concours Eurovision de la chanson 1972.
Le Festival da Canção 1972, présenté par Alice Cruz (pt) et Carlos Cruz (pt), a lieu le 21 février 1972 au théâtre São Luíz (pt) à Lisbonne.

#### Finale
Huit chansons participent au Festival da Canção 1972. Les chansons sont toutes interprétées en portugais, langue officielle du Portugal.
Parmi les participants, deux artistes représenteront le Portugal à une édition future de l'Eurovision : Fernando Tordo en 1973 et Duarte Mendes en 1975.
| Ordre | Artiste             | Chanson                  | Traduction                  | Points | Place |
| ----- | ------------------- | ------------------------ | --------------------------- | ------ | ----- |
| 1     | Paco Bandeira (en)  | Vamos cantar de pé       | Levons nous et chantons     | 77     | 2     |
| 2     | Duarte Mendes (en)  | Cidade alheia            | Une ville étrangère         | 21     | 6     |
| 3     | Manuel Vargas       | Vem o caminheiro         | Voici le voyageur           | 36     | 3     |
| 4     | Carlos Mendes       | A festa da vida (en)     | La fête de la vie           | 227    | 1     |
| 5     | João Henrique       | Esta festa de cidades    | Cette fête des villes       | 17     | 7     |
| 6     | João Braga (pt)     | Amor de raiz             | L'amour profond             | 30     | 4     |
| 7     | Fernando Tordo (en) | Dentro da manhã          | Dans la matinée             | 10     | 8     |
| 8     | Tozé Brito (pt)     | Se quiseres ouvir cantar | Si tu veux au moins chanter | 22     | 5     |

Lors de cette sélection, c'est la chanson A festa da vida, interprétée par Carlos Mendes, qui est sélectionnée pour représenter le Portugal au Concours Eurovision de la chanson 1972.
Le chef d'orchestre sélectionné pour le Portugal à l'Eurovision 1972 est le Britannique Richard Hill (en).

## À l'Eurovision
Chaque pays a un jury de deux personnes. Chaque juré attribue entre 1 et 5 points à chaque chanson.

### Points attribués par le Portugal
| 7 points | Italie Luxembourg                     |
| 6 points | Allemagne Espagne                     |
| 5 points | Autriche Norvège Pays-Bas Yougoslavie |
| 4 points | Finlande Irlande Royaume-Uni Suède    |
| 3 points | Belgique                              |
| 2 points | France Malte Monaco Suisse            |

### Points attribués au Portugal
| 10 points          | 9 points                                                 | 8 points    | 7 points                               | 6 points |
| ------------------ | -------------------------------------------------------- | ----------- | -------------------------------------- | -------- |
| - Luxembourg       | - Italie                                                 |             | - Belgique - Espagne - Irlande - Suède | - Suisse |
| 5 points           | 4 points                                                 | 3 points    | 2 points                               |          |
| - Pays-Bas - Malte | - Autriche - France - Monaco - Royaume-Uni - Yougoslavie | - Allemagne | - Finlande - Norvège                   |          |

Carlos Mendes interprète A festa da vida en septième position lors de la soirée du concours, suivant la Norvège et précédant la Suisse.
Au terme du vote final, le Portugal termine 7e sur les 18 pays participants, ayant reçu 90 points au total,.